# Цикарой
Цикарой (чечен. ЦӀикаруо, ЦӀикара) — развалины некогда многочисленного села, покинутого в феврале 1944 года, в Чеберлоевском районе Чеченской Республики. После восстановления Чечено-Ингушской АССР в 1956 году большинство сел бывшего Чеберлоевского района были закрыты для проживания, и его жители вынужденно осели в населенных пунктах вокруг столицы города Грозного.

## География
Расположено на юге высокогорной части Чеченской Республики. Ныне территория села входит в состав Веденского района Чеченской Республики. Ранее в период до 40-х годов XX века входил в состав Чеберловеского района Чечено-Ингушской АССР. Данный район практически однороден по своему этническому составу, где, за редким исключением, все жители чеченской национальности. Ближайшие развалины и сёла: на северо-западе — Монахой, Чубах-Кенерой и Нохчи-Келой, на юго-востоке — Буни и Тунжи-Аул, на северо-востоке — Макажой и Ари-Аул, на западе — Инкот, и на севере Мамонаул.

## История
Село Цикарой возникло одновременно с другими чеченскими селениями из общества Чеберлой, чем и характеризуется наличие своей «собственной» горы с одноимённым названием. Сам факт, что данная гора выше близлежащих сёл, дает основание предполагать, что цикароевцы могли быть первопроходцами в этом районе Чебарла.
Хотя в российских документах второй половины XIX века указывается дата основания 1820 год, на самом деле одно из двух заброшенных кладбищ села Цикарой датируются намного раньше, в том числе можно говорить о более раннем этапе становления села. В XIX веке село Цикарой было значительным по численности населения. По данным Посемейного списка населения Терской области, приведенным в работе З. Ибрагимовой, в 1889 году в селе проживало до 218 человек, что, по меркам горной части Чечни, довольно крупный населенный пункт. Более того, в переписи царского периода говорится ещё о двух хуторах Цикарой, один из которых расположен на речке Дзумсой Ахк с общим количеством жителей на 1874 год 33 человека, и второй располагался на притоке Андийского Койсу, где проживало на 1874 год, 30 человек. Таким образом, нужно иметь в виду, что в XIX веке в этой части Чеченской Республики одновременно существовали три населённых пункта с одним и тем же названием.
Однако родовым селом является то, что располагается рядом с селением Макажой. Именно отсюда цикароевцы начали осваивать равнинные территории. Первые переселенцы заселили селения Автуры и Цоци-Юрт на рубеже XVII—XIX вв., один из которых, Тюрша Цикаройский, стал наибом имама Шамиля в селе Автуры, сразу после Ахмеда Автуринского в 1854 году. В армии имама Шамиля служили и другие цикароевцы из селения Автуры. Житель высокогорного села Цикарой Махмудов Хизир был всадником 5 сотни Чеченского конно-иррегулярного полка и принимал участие в русско-турецкой войне 1877—1878 гг.
В селе Цикарой по сегодняшний день сохранились интересные в смысле своеобразной каменной арочной архитектуры помещения для содержания скота, есть и Цикаройский историко-архитектурный комплекс XII—XVI вв. В настоящее время предпринимаются попытки заново заселить село. В летнее время здесь постоянно живут потомки цикароевцев, которые занимаются разведением скота и заготовкой сена на зиму.

## Расселения
Выходцы из села Цикарой проживают в Грозненском, Наурском, Шалинском, Курчалоевском районах Чеченской Республики. В населенных пунктах села Автуры и Цацан-юрт имеют одноимённые купе (кварталы). Здесь проживают выходцы из горного Цикарой, выселившиеся на равнину в конце XVIII в начале XIX вв. В селе Автуры, в настоящее время, проживают свыше ста двадцати семей данного тейпа. Тюрша Цикаройский (Автуринский) был наибом Шамиля в 1853 году в селе Автуры.